# Crise politique de 2007 au Pakistan

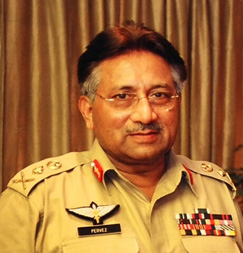
Pervez Musharraf, président du Pakistan au moment de la crise.

L'état d'urgence fut en place au Pakistan à la fin de l'année 2007. Il a été décrété le 3 novembre 2007 par le président Pervez Musharraf et s'est terminé le 15 décembre de la même année. Il se déroule dans le cadre de la campagne électorale pour les élections législatives prévues début janvier 2008. Vivement critiquée, la mesure a contribué à renforcer le mouvement des avocats. 